# Poisson-papillon japonais
Chaetodon nippon
Espèce
Statut de conservation UICN

 LC  : Préoccupation mineure
Le Poisson-papillon japonais (Chaetodon nippon) est une espèce de poissons de la famille des Chaetodontidae.

## Sous-genre
Le poisson-papillon japonais est un poisson-papillon qui fait partie du sous-genre Lepidochaetodon. En 1984, André Maugé et Roland Bauchot ont proposé d'attribuer cette espèce à leur nouveau genre Mesochaetodon, ce qui donnerait comme nom scientifique pour ce poisson Mesochaetodon nippon.

## Morphologie
Cette espèce mesure jusqu'à 15 cm.
Sa coloration est blanche, avec une bande verticale jaune dernière l'œil, l'arrière du corps foncé et le bout de la queue jaune.

## Biologie et écologie
C'est un poisson qui vit assez profondément.

## Répartition
Le poisson-papillon japonais se rencontre dans l'océan Pacifique, dans la région qui s'étend entre la Corée et le Japon au nord et les Philippines au sud.